# Campeonato Mundial de Gimnasia Artística de 2022
El LI Campeonato Mundial de Gimnasia Artística se celebró en Liverpool (Reino Unido) entre el 29 de octubre y el 6 de noviembre de 2022 bajo la organización de la Federación Internacional de Gimnasia (FIG) y la Federación Británica de Gimnasia.
Las competiciones se realizaron en la M&S Bank Arena de la ciudad inglesa.
Los gimnastas de Rusia y Bielorrusia fueron excluidos de este campeonato debido a la invasión rusa de Ucrania.

## Programa
| ● | Clasificación | ● | Finales |

| Oct/Nov de 2022        | Sá 29 | Do 30 | Lu 31 | Ma 01 | Mi 02 | Ju 03 | Vi 04 | Sá 05 | Do 06 |
| ---------------------- | ----- | ----- | ----- | ----- | ----- | ----- | ----- | ----- | ----- |
| Clasificación          |       |       | ●     |       |       |       |       |       |       |
| Equipo                 |       |       |       |       | ●     |       |       |       |       |
| Concurso completo ind. |       |       |       |       |       |       | ●     |       |       |
| Suelo                  |       |       |       |       |       |       |       | ●     |       |
| Caballo con arcos      |       |       |       |       |       |       |       | ●     |       |
| Anillas                |       |       |       |       |       |       |       | ●     |       |
| Salto                  |       |       |       |       |       |       |       |       | ●     |
| Paralelas              |       |       |       |       |       |       |       |       | ●     |
| Barra fija             |       |       |       |       |       |       |       |       | ●     |

| Oct/Nov de 2022        | Sá 29 | Do 30 | Lu 31 | Ma 01 | Mi 02 | Ju 03 | Vi 04 | Sá 05 | Do 06 |
| ---------------------- | ----- | ----- | ----- | ----- | ----- | ----- | ----- | ----- | ----- |
| Clasificación          | ●     | ●     |       |       |       |       |       |       |       |
| Equipo                 |       |       |       | ●     |       |       |       |       |       |
| Concurso completo ind. |       |       |       |       |       | ●     |       |       |       |
| Salto                  |       |       |       |       |       |       |       | ●     |       |
| Asimétricas            |       |       |       |       |       |       |       | ●     |       |
| Barra de equilibrio    |       |       |       |       |       |       |       |       | ●     |
| Suelo                  |       |       |       |       |       |       |       |       | ●     |

## Resultados

### Masculino
| Evento                         | Oro                                                                  | Plata                                                                                 | Bronce                                                                                      |
| ------------------------------ | -------------------------------------------------------------------- | ------------------------------------------------------------------------------------- | ------------------------------------------------------------------------------------------- |
| Concurso completo ind. (04.11) | Daiki Hashimoto Japón 87,198 pts.                                    | Zhang Boheng China 86,765 pts.                                                        | Wataru Tanigawa Japón 85,231 pts.                                                           |
| Suelo (05.11)                  | Giarnni Regini-Moran Reino Unido 14,533                              | Daiki Hashimoto Japón 14,500                                                          | Ryosuke Doi Japón 14,266                                                                    |
| Caballo con arcos (05.11)      | Rhys McClenaghan Irlanda 15,300                                      | Ahmad Abu al-Sud Jordania 14,866                                                      | Harutiun Merdinian Armenia 14,733                                                           |
| Anillas (05.11)                | Adem Asil Turquía 14,933                                             | Zou Jingyuan China 14,866                                                             | Courtney Tulloch Reino Unido 14,733                                                         |
| Salto de potro (06.11)         | Artur Davtian Armenia 15,050                                         | Carlos Yulo Filipinas 14,950                                                          | Ihor Radivilov · Ucrania · 14,733                                                           |
| Paralelas (06.11)              | Zou Jingyuan China 16,166                                            | Lukas Dauser · Alemania · 15,500                                                      | Carlos Yulo Filipinas 15,366                                                                |
| Barra fija (06.11)             | Brody Malone Estados Unidos 14,800                                   | Daiki Hashimoto Japón 14,700                                                          | Arthur Mariano · Brasil · 14,466                                                            |
| Concurso por equipos (02.11)   | China Sun Wei Yang Jiaxing You Hao Zhang Boheng Zou Jingyuan 257,858 | Japón Ryosuke Doi Daiki Hashimoto Yuya Kamoto Wataru Tanigawa Kakeru Tanigawa 253,395 | Reino Unido Joe Fraser James Hall Jake Jarman Giarnni Regini-Moran Courtney Tulloch 247,229 |

### Femenino
| Evento                         | Oro                                                                                    | Plata | Bronce                                                                                              |
| ------------------------------ | -------------------------------------------------------------------------------------- | --- | --------------------------------------------------------------------------------------------------- |
| Concurso completo ind. (03.11) | Rebeca Andrade · Brasil · 56,899 pts.                                                  | Shilese Jones Estados Unidos 55,399 pts.                                                                  | Jessica Gadirova Reino Unido 55,199 pts.                                                            |
| Suelo (06.11)                  | Jessica Gadirova Reino Unido 14,200                                                    | Jordan Chiles Estados Unidos 13,833                                                                       | Rebeca Andrade · Brasil · Jade Carey · Estados Unidos · 13,733                                      |
| Salto de potro (05.11)         | Jade Carey Estados Unidos 14,516                                                       | Jordan Chiles Estados Unidos 14,350                                                                       | Coline Devillard Francia 14,166                                                                     |
| Barras asimétricas (05.11)     | Wei Xiaoyuan China 14,966                                                              | Shilese Jones Estados Unidos 14,766                                                                       | Nina Derwael · Bélgica · 14,700                                                                     |
| Barra (06.11)                  | Hazuki Watanabe Japón 13,600                                                           | Elsabeth Black · Canadá · 13,566                                                                          | Shoko Miyata Japón 13,533                                                                           |
| Concurso por equipos (01.11)   | Estados Unidos Skye Blakely Jade Carey Jordan Chiles Shilese Jones Leanne Wong 166,564 | Reino Unido Ondine Achampong Georgia-Mae Fenton Jennifer Gadirova Jessica Gadirova Alice Kinsella 163,363 | Canadá · Elsabeth Black · Laurie Denommée · Denelle Pedrick · Emma Spence · Sydney Turner · 160,563 |

## Medallero
| Núm. | País           | Oro | Plata | Bronce | Total |
| ---- | -------------- | --- | ----- | ------ | ----- |
| 1    | Estados Unidos | 3   | 4     | 1      | 8     |
| 2    | China          | 3   | 2     | 0      | 5     |
| 3    | Japón          | 2   | 3     | 3      | 8     |
| 4    | Reino Unido    | 2   | 1     | 3      | 6     |
| 5    | Brasil         | 1   | 0     | 2      | 3     |
| 6    | Armenia        | 1   | 0     | 1      | 2     |
| 7    | Irlanda        | 1   | 0     | 0      | 1     |
| 7    | Turquía        | 1   | 0     | 0      | 1     |
| 9    | Canadá         | 0   | 1     | 1      | 2     |
| 9    | Filipinas      | 0   | 1     | 1      | 2     |
| 11   | Alemania       | 0   | 1     | 0      | 1     |
| 11   | Jordania       | 0   | 1     | 0      | 1     |
| 13   | Bélgica        | 0   | 0     | 1      | 1     |
| 13   | Francia        | 0   | 0     | 1      | 1     |
| 13   | Ucrania        | 0   | 0     | 1      | 1     |
|      | TOTAL          | 14  | 14    | 15     | 43    |